# Inga quaternata
Inga quaternata är en ärtväxtart som beskrevs av Eduard Friedrich Poeppig. Inga quaternata ingår i släktet Inga och familjen ärtväxter. Inga underarter finns listade i Catalogue of Life.